# Helga Reidemeister

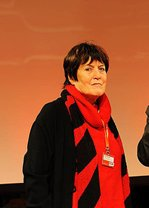
Helga Reidemeister, 2011

Helga Reidemeister (* 4. Februar 1940 in Halle (Saale); † 29. November 2021 in Berlin) war eine deutsche Dokumentarfilmerin.

## Leben und Karriere
Helga Reidemeister legte ihr Abitur 1959 in Köln ab, studierte von 1961 bis 1965 Malerei an der Hochschule für Bildende Künste in Berlin und war von 1968 bis 1973 in der Sozialarbeit tätig, bevor sie von 1973 bis 1978 an der Deutschen Film- und Fernsehakademie Berlin studierte. 1969 wurde ihre Tochter geboren; ab 1970 lebte Helga Reidemeister in einer Berliner Wohngemeinschaft, der auch Rudi Dutschke bis zu seinem Tod angehörte.
Ab 1994 war Reidemeister Dozentin an der Filmakademie Baden-Württemberg, wo sie maßgeblich am Aufbau des Studienschwerpunkts Dokumentarfilm beteiligt war. Bereits ab 1988 hatte sie Lehraufträge im In- und Ausland wahrgenommen. Sie war Mitglied der Deutschen Filmakademie und der Niedersächsischen Filmkommission sowie ab 2001 Mitglied der Akademie der Künste Berlin. 
Reidemeister starb nach langer Krankheit im Alter von 81 Jahren in Berlin.

## Filmografie
- Wohnste sozial, haste Qual (1971), Regie
- Die Wollands (1973), Drehbuch
- Der gekaufte Traum (1977), Regie
- Von wegen „Schicksal“ (1979), Drehbuch und Regie
- Mit starrem Blick aufs Geld (1983), Drehbuch und Regie
- DrehOrt Berlin (1987), Drehbuch und Regie
- Aufrecht gehen, Rudi Dutschke – Spuren (1988), Drehbuch und Regie
- Im Glanze dieses Glückes (1990), Regie
- Rodina heißt Heimat (1992), Drehbuch und Regie
- Wundbrand Sarajevo – 17 Tage im August (1994; Regie und Drehbuch: Didi Danquart und Johann Feindt), Mitarbeit
- Frauen in Schwarz (1997), Drehbuch und Regie
- Lichter aus dem Hintergrund (1998), Drehbuch, Produktion und Regie
- Im Leben bleiben (1999, Fernsehfilm), Regie
- Gotteszell – Ein Frauengefängnis (2001), Drehbuch, Produktion und Regie
- Texas – Kabul (2004), Drehbuch, Produktion und Regie[8]
- Wer ist Helene Schwarz? (2005; Regie und Drehbuch: Rosa von Praunheim), Mitarbeit
- Mein Herz sieht die Welt schwarz – Eine Liebe in Kabul (2009), Drehbuch, Produktion und Regie[9]
- Saida und der Schnee (2011, Regie und Drehbuchkonzept: Judith Beuth), Schnitt
- Meanwhile in Mamelodi (2011; Regie und Drehbuchkonzept: Benjamin Kahlmeyer), Herstellungsleitung
- Splitter Afghanistan (2015), Regie[10]

## Auszeichnungen
- Deutscher Filmpreis in Gold für Von wegen Schicksal, 1979 (Beste Nachwuchsregie)[11]
- Ehrende Anerkennung beim Adolf-Grimme-Preis, 1980
- Deutscher Filmpreis, 1983
- Großpreis beim Créteil International Women’s Film Festival für Mit starrem Blick aufs Geld, 1984
- Friedensfilmpreis für Rodina heißt Heimat, 1992
- Cinéma du réel, 2001
- Dortmunder Dokumentarfilmpreis, 2011